# Avord
Avord é uma comuna francesa na região administrativa do Centro, no departamento Cher. Estende-se por uma área de 28,09 km². Em 2010 a comuna tinha 2 714 habitantes (densidade: 96,6 hab./km²).